# Palupere
Palupere est un village de la commune de Jõgeva du Comté de Jõgeva en Estonie.
Au 31 décembre 2011, il compte 32 habitants.